# Spilogona projecta
Spilogona projecta är en tvåvingeart som beskrevs av Huckett 1965. Spilogona projecta ingår i släktet Spilogona och familjen husflugor. Inga underarter finns listade i Catalogue of Life.